# Zamach na ambasadę Stanów Zjednoczonych w Sanie
Zamach na ambasadę Stanów Zjednoczonych w Sanie miał miejsce 17 września 2008 roku, a w ataku zginęło 19 osób.

## Zamach
Atak rozpoczął się o 9:15 czasu lokalnego (8:15 czasu polskiego). Napastnicy byli przebrani za policjantów oraz posiadali granaty, broń automatyczną, a przed budynkiem zaparkowali pojazd z materiałami wybuchowymi. W ambasadzie znajdującej się w Dhahr Himyar, leżącej niedaleko stolicy Jemenu Sany wywiązała się 20 minutowa strzelanina między napastnikami a służbami bezpieczeństwa ambasady. W czasie walki w budynku na zewnątrz wybuchł samochód-pułapka. W ataku terrorystów zginęło sześciu jemeńskich policjantów, siedmiu cywilów oraz sześciu napastników.
Odpowiedzialność za atak wziął na siebie Islamski Dżihad w Jemenie, który należy do siatki Al-Kaidy. Ponadto ugrupowanie powiedziało, że w przyszłości będzie przeprowadzać podobne ataki na inne ambasady w tym kraju.
26 stycznia 2009 trzech napastników ostrzelało ambasadę. Jednak po pościgu zostali aresztowaniu.